# سیارک ۲۲۶۱۹
سیارک ۲۲۶۱۹ (به انگلیسی: 22619 Ajscheetz، نامگذاری:1998KJ10) بیست و دو هزار و ششصد و نوزدهمین سیارک کشف شده‌است که در ۲۲ مه ۱۹۹۸ کشف شد.
قدر مطلق سیارک برابر ۱۰.۲ است.